# Flesberg
Flesberg és un municipi situat al comtat de Buskerud, Noruega. Té 2.699 habitants (2016) i té una superfície de 562 km². El centre administratiu del municipi és el poble de Lampeland.
El municipi es divideix en les parròquies de Flesberg, Lyngdal, i Set. La majoria de la població viu als pobles de Set, Lampeland, Flesberg, i Lyngdal. L'àrea municipal és de 560 quilòmetres quadrats.
A la part occidental de Flesberg, el paisatge s'eleva abruptament cap a la zona muntanyosa de Blefjell, una popular destinació turística. Pel municipi hi passa el riu Numedalslågen.

## Ciutats agermanades
Flesberg manté una relació d'agermanament amb les següents localitats:
- - Falkenberg, Comtat de Halland, Suècia
- - Fosston, Minnesota, Estats Units d'Amèrica
- - Lejre, Regió de Selàndia, Dinamarca
- - Savitaipale, Etelä-Suomi, Finlàndia